# Roger Dion
Roger Dion (28 d'octubre de 1896, Argenton-sur-Creuse - 19 de setembre de 1981, Neuilly-sur-Seine) fou un geògraf i historiador francès.

## Biografia
Roger Dion preparà del 1913 al 1915 al Liceu Louis-le-Grand les oposicions de l'École Normale Supérieure. S'hi incorporà el 1916. Entrà finalment a l'École Normale Supérieure el 1919. Després d'haver redactat una memòria sobre la vall del Loira, obtingué el càrrec el 1921. El 1934 presentà la tesi sobre la vall del Loira. Fou cridat a la Universitat de Lille i el 1945 a La Sorbona. El 1948 obtingué la càtedra de geografia històrica al Collège de France.

## Obres
- Le Val de Loire. Étude de géographie régionale, Tours, Arrault, 1933, 752 p.
- Essai sur la formation du paysage rural français, Tours, Arrault, 1934, 162 p. (reedició, Paris, Flammarion, 1991).
- La part de la géographie et celle de l'histoire dans l'explication de l'habitat rural du Bassin parisien, 1946
- Les frontières de la France, Paris, Hachette, 1947, 112 p. (réédition, Brionne (Eure), Gérard Montfort, 1979).
- Histoire de la vigne et du vin en France : des origines au XIXème siècle, Paris, Clavreuil, 1959, 770 p. (réédition, Paris, Flammarion, 1991 - réédition, Paris, CNRS, 2010).
- Aspects politiques de la géographie antique, Paris, 1977.
- Le paysage et la vigne. Essais de géographie historique, Paris, Payot, 1990, 296 p.
- « Géographie argentonnaise », in Argenton et son histoire, n° 14, 1997, Cercle d'histoire d'Argenton, Argenton-sur-Creuse